# Winters (Teksas)
Winters je grad u američkoj saveznoj državi Teksas. Prema popisu stanovništva iz 2010. u njemu je živjelo 2.562 stanovnika.